# Trihexifenidil
Trihexifenidilul este un medicament antiparkinsonian, fiind utilizat în tratamentul bolii Parkinson și a unor simptome extrapiramidale. Acționează ca antagonist al receptorilor muscarinici. Calea de administrare disponibilă este cea orală.

## Utilizări medicale
Trihexifenidilul este utilizat ca adjuvant în tratamentul tuturor formelor bolii Parkinson (postencefalitică, aterosclerotică și idiopatică), dar și în tratamentul simptomelor extrapiramidale (precum sunt dischinezia și akatizia) provocate de neuroleptice.